# Герб Смодної
Герб Смодної — офіційний символ села Смодна, Косівського району Івано-Франківської області, затверджений 28 грудня 1997 р. рішенням Смоднянської сільської ради.
Автор — Андрій Гречило.

## Опис герба
У синьому полі стоїть золотий кінь, під ним у шиповано відсіченій срібній основі пливе синя форель.

## Зміст
За основу символів взято сюжет з конем, який був на печатках села в ХІХ ст. Доповнено зображенням форелі, яка символізує місцеві природні багатства. Синя основа означає річку Рибницю.